# Джамчи, Дорон
Дорон Джамчи (ивр. דורון ג'מצ'י‎; род. 1 июля 1961) — израильский профессиональный баскетболист. 11-кратный чемпион Израиля, семикратный обладатель Кубка Израиля и четырёхкратный финалист Кубка европейских чемпионов (1987—1989, 2000) в составе команды «Маккаби» (Тель-Авив). Многократный лучший бомбардир чемпионата Израиля в составе разных клубов, лучший бомбардир чемпионата и сборной Израиля всех времён, лучший бомбардир чемпионата Европы 1985 года.

## Игровая карьера
Игровая карьера Дорона Джамчи растянулась на 23 года. Она началась в команде «Маккаби» (Рамат-Ган), в рядах которой Дорон несколько раз занимал призовые места и трижды становился лучшим бомбардиром чемпионата Израиля. В 1980 году 19-летний Джамчи был лидером израильской юношеской сборной на чемпионате Европы и вторым среди игроков всех сборных по количеству очков за игру (23,9), уступив только испанцу Фернандо Мартину. Уже со следующего года он стал игроком национальной сборной Израиля и на чемпионате Европы 1985 года в отсутствие греческой команды и её лидера Никоса Галиса стал лучшим бомбардиром турнира с 28,1 очка за игру.
В 1985 году состоялся переход Джамчи в сильнейшую команду Израиля — «Маккаби» (Тель-Авив). Джамчи провёл в её составе следующие 11 сезонов, за это время завоевав десять чемпионских титулов и шесть Кубков Израиля. Три раза подряд (в 1987, 1988 и 1989 годах) он выходил с «Маккаби» в финал Кубка европейских чемпионов, хотя так и не сумел завоевать этот трофей. На протяжении большей части этого периода Джамчи продолжал быть лидером сборной Израиля, попав с ней на чемпионат мира 1986 года, а на чемпионате Европы, проходившем в следующем году, набрав в среднем по 31,7 очка за игру. Хотя этот результат был даже выше, чем аналогичный показатель на предыдущем чемпионате Европы, на сей раз Джамчи остался в списке бомбардиров только вторым, уступив Галису с 37 очками за матч.
В сезоне 1996/97 годов Джамчи перешёл из звёздного тель-авивского «Маккаби» в одноименный клуб из Ришон-ле-Циона. Во второй год выступлений за Ришон-ле-Цион Джамчи в 37 лет в очередной раз стал лучшим бомбардиром национального первенства, компенсируя возраст умелой игрой спиной к кольцу и способностью «вытягивать» фолы из соперников. В 1999 году он вернулся в Тель-Авив, где уже не играл главных ролей и в основном оставался на скамейке запасных, выходя на площадку, когда была необходимость дать отдохнуть игрокам стартового состава. В этом сезоне Джамчи выиграл свой одиннадцатый чемпионат и седьмой Кубок Израиля, а также в четвёртый раз за карьеру дошёл до финала Кубка чемпионов (переименованного к этому времени в Евролигу ФИБА). В финале он провёл на площадке только шесть минут, сделав всего один, но удачный трёхочковый бросок, один подбор и два фола, и в очередной раз остановился в одном шаге от главного европейского клубного трофея.
По окончании сезона 1999/2000 Джамчи, стремясь «замкнуть круг», вёл переговоры со своей первой командой — «Маккаби» (Рамат-Ган), но они окончились неудачей, и Джамчи решил завершить игровую карьеру. Одновременно с ним окончили выступления ещё два ведущих защитника израильского баскетбола — Дорон Шефер и Амир Кац. Свой прощальный матч Джамчи провёл 24 августа 2000 года, набрав за карьеру в турнирах всех уровней 11 486 очков (в том числе 3262 очка в европейских кубковых турнирах в составе тель-авивского «Маккаби»). Он остаётся лучшим бомбардиром в истории израильского баскетбола. Этого результата ему удалось достичь благодаря своей универсальности — для него практически не существовало проблемы расстояния до кольца. Об этом свидетельствуют два удачных броска с предельной дистанции одновременно с сиреной: первый был сделан в последний сезон с «Маккаби» (Рамат-Ган), когда перед уходом на перерыв Джамчи забросил мяч с 24 метров (вся длина площадки) в кольцо своего следующего клуба — «Маккаби» (Тель-Авив), а второй — уже в составе тель-авивского клуба в игре Кубка обладателей кубков против «Цибоны» (Загреб), когда на последней секунде он принёс своей команде победу броском с трёх четвертей площадки. Джамчи является одним из лидеров Финала четырёх Кубка чемпионов и Евролиги за всю историю по удачным трёхочковым броскам (19 попаданий, четвёртое место), при этом опережая всех игроков, занимающих более высокие места (Дж. Р. Холдена, Т. Лэнгдона и Ш. Ясикявичюса) по проценту попаданий. В то же время случалось, что лидерские качества отказывали ему в решающих играх, что порождало вопросы о его способности бороться до последнего: такие эпизоды характеризуют в частности финал Кубка чемпионов 1986/87 и игру плей-офф 1992 года против мадридского «Эстудиантеса», когда за шесть секунд до конца матча при преимуществе в одно очко капитан «Маккаби» неожиданно упустил мяч за боковую линию, отдав в итоге победу испанцам. Джамчи был номинирован в числе прочих израильских игроков на включение в список 50 человек, внёсших наибольший вклад в развитие Евролиги, но в итоге избран не был.

## Статистика выступлений за сборную Израиля в чемпионатах мира и Европы
| ЧЕ 1981                                                                                 | 3  |      |       |      |       |      |      |      |       |      |     |     |     |     |     |     |     | 1,7 | 14  | 4,7  |
| ЧЕ 1983                                                                                 | 7  |      |       |      |       |      |      |      |       |      |     |     |     |     |     |     |     | 3,0 | 130 | 18,6 |
| ЧЕ 1985                                                                                 | 7  |      |       |      |       |      |      |      |       |      |     |     |     |     |     |     |     | 3,4 | 197 | 28,1 |
| ЧМ 1986                                                                                 | 10 |      |       |      |       |      |      |      | 18/23 | 78,3 |     |     |     |     |     |     |     | 2,0 | 154 | 15,4 |
| ЧЕ 1987                                                                                 | 7  |      |       |      |       |      |      |      |       |      |     |     |     |     |     |     |     | 2,6 | 222 | 31,7 |
| ЧЕ 1993                                                                                 | 3  |      |       |      |       |      |      |      |       |      |     |     |     |     |     |     |     | 2,0 | 28  | 9,3  |
| ЧЕ 1995                                                                                 | 4  | 24,3 | 23/51 | 45,1 | 15/28 | 53,6 | 8/23 | 34,8 | 13/20 | 65,0 | 0,5 | 1,5 | 2,0 | 1,3 | 0,8 | 0,3 | 0,0 | 2,0 | 67  | 16,8 |
| Наведите курсор мыши на аббревиатуры в заголовке таблицы, чтобы прочесть их расшифровку |    |      |       |      |       |      |      |      |       |      |     |     |     |     |     |     |     |     |     |      |

## После окончания выступлений
Окончив игровую карьеру, Дорон Джамчи не покинул баскетбол полностью. В 2001 году он был назначен ответственным за связи с общественностью в клубе «Маккаби» (Тель-Авив). Он является членом правления команды и возглавляет сборную ветеранов клуба, носящую имя Ральфа Клайна, а также выступает в роли ведущего спортивных передач на радио.
Основным источником дохода для Джамчи после окончания выступлений является торговля недвижимостью. В течение нескольких лет он в основном вёл риелторский бизнес в странах Восточной Европы, но в 2009 году на паях с бывшими сокомандниками Лиором Ардити и Офером Хайблюмом включился в крупный проект в Иерусалиме расчётной стоимостью 80 миллионов долларов. Джамчи женат, у него три дочери.